# École nationale supérieure de mécanique et des microtechniques
École nationale supérieure de mécanique et des microtechniques – francuska politechnika z siedzibą w Besançon, zaliczająca się do Grandes écoles.
Szkoła specjalizuje się w zegarmistrzostwie i mikrotechnologii.